# La Marque (film, 1957)
Pour les articles homonymes, voir La Marque.
Pour plus de détails, voir Fiche technique et Distribution.
La Marque ou Terre contre satellite (Quatermass 2) est un film britannique réalisé par Val Guest, sorti en 1957.
Il s'agit du deuxième long-métrage de cinéma dans lequel intervient le personnage de Bernard Quatermass, créé par Nigel Kneale pour la BBC, après Le Monstre (The Quatermass Xperiment, 1955) de Val Guest également. Dix ans plus tard, en 1967, un troisième épisode vint s'ajouter à la série, réalisé cette fois par Roy Ward Baker : Les Monstres de l'espace (Quatermass and the Pit).
Le film suit le professeur Bernard Quatermass qui dirige un programme de recherches sur la vie extraterrestre. Une chute de petites météorites étant détectée au radar par son équipe, non loin de là, il se rend sur le point d'impact avec l'un de ses collaborateurs, Marsh. Celui-ci est grièvement blessé au visage par l'une des météorites retrouvées. De plus, le professeur découvre sur place une usine comprenant de mystérieuses coupoles. Quatermass doit quitter les lieux poursuivi par des agents de sécurité armés. Avec l'appui d'un politicien, Vincent Broadhead, et de son vieil ami policier, l'inspecteur Lomax, le professeur mène l'enquête sur les activités de l'usine.

## Synopsis
Alors que le professeur Bernard Quatermass s'efforce d'obtenir le soutien finançier du gouvernement pour son projet de colonisation de la Lune, son intérêt se porte sur des rapports faisant état de centaines de météorites atterrissant à Winnerden Flats. S'y rendant avec Marsh, son collègue, Quatermass découvre un énorme complexe en construction, basé sur ses propres plans de colonie lunaire. Marsh trouve ensuite une météorite intacte ayant la forme d'une petite fusée en pierre. Elle s'ouvre alors en craquant, libérant un gaz qui lui laisse une étrange marque en forme de V sur le visage. Des gardes de sécurité arrivent soudainement et l'on remarque qi'ils portent des marques en V. Ils emènent Marsh et assomment Quatermass. Cherchant à découvrir ce qui est arrivé à son confrère, Quatermass contacte l'inspecteur Lomax, qui l'avait déjà aidé auparavant. Ce dernier le met en contact avec Vincent Broadhead, un membre du Parlement, qui a essayé de lever le voile du secret qui entoure Winnerden Flats. Quatermass se joint à Broadhead pour une visite officielle du complexe, dont on lui dit qu'il a été construit pour fabriquer de la nourriture artificielle. S'échappant du groupe de visiteurs, Broadhead tente de pénétrer à l'intérieur de l'un des grands dômes qui dominent l'horizon. De son côté, Quatermass le retrouve plus tard mourant et recouvert d'une bave noire empoisonnée.
Pris pour cible par des gardes alors qu'il sortait, Quatermass se précipite vers l'inspecteur Lomax, expliquant qu'il pense que le complexe fabrique effectivement de la nourriture mais pas pour la consommation humaine. Son but est de fournir un environnement de vie convenable aux petites créatures extraterrestres logées à l'intérieur des énormes dômes. Lomax tente d'alerter ses supérieurs mais lorsqu'il rencontre le commissaire de police, il remarque que lui aussi porte la marque en forme de V et comprend que les extraterrestres ont pris le contrôle du gouvernement. Le duo se tourne alors vers le journaliste Jimmy Hall, qui est sceptique quant à leur histoire mais demande à visiter Winnerden Flats. Au centre communautaire local, ils reçoivent un accueil hostile de la part des habitants qui ont été employés à la construction et à d'autres travaux dans le complexe. Ils ne leur disent rien de plus que ce qu'ils doivent savoir. L'ambiance change cependant lorsque l'un des missiles en météorites s'écrase sur le toit du bâtiment, blessant la Sheila. Des gardes armés arrivent et abattent Hall après qu'il a téléphoné à la presse. Alertés, des villageois forment avec Quatermass et Lomax une foule qui marche sur le complexe en se ruant sur ses portes. Une fois dedans, ils se barricadent dans la salle de contrôle.
Réalisant que l'atmosphère de la Terre doit être toxique pour les extraterrestres, Quatermass sabote leur système de survie, pompant tout l'oxygène dans les grands dômes. Simultanément, l'assistant de Quatermass, Brand, se sacrifie en lançant une fusée sur un astéroïde qui serait le point de départ de l'invasion. Les différentes entités extraterrestres, sentant un danger, sortent des dômes pour combiner leurs petits corps en une énorme créature très haute. Alors que la fusée détruit l'astéroïde avec une explosion nucléaire, les créatures sont maintenant pleinement exposée à l'atmosphère de la Terre et la masse géante de créatures s'effondre puis meurt.
Plus tard, les marques en forme de V disparaissent de ceux qui ont été affectés et ne gardent aucun souvenir d'avoir été sous le contrôle d'aliens. Alors qu'ils rentrent au village, Lomax se demande à voix haute comment il va pouvoir faire un rapport crédible sur tout ce qui s'est passé. Quant à Quatermass, il se demande, lui, à quel point ce rapport sera définitif.

## Fiche technique
- Titre : La Marque
- Titre original : Quatermass 2
- Scénario : Val Guest et Nigel Kneale, d'après une histoire de ce dernier
- Producteur : Anthony Hinds, pour la Hammer Film Productions, distribué par United Artists
- Photographie : Gerald Gibbs
- Musique : James Bernard
- Décors : Bernard Robinson
- Costumes : Rene Coke
- Montage : James Needs
- Effets spéciaux : Bill Warrington, Henry Harris, Frank George et Brian Johnson (non crédité)
- Genre : Horreur, Science-fiction
- Format : noir et blanc - 1,37:1 - Mono
- Durée : 82 min
- Dates de sortie :
  - 17 juin 1957  Royaume-Uni
  - 12 juillet 1957  Allemagne de l'Ouest
  - septembre 1957  États-Unis
- Affiches : Clément Hurel (France), Giuliano Nistri (Italie)

## Distribution
- Brian Donlevy : Professeur Bernard Quatermass
- John Longdon : Inspecteur Lomax
- Sydney James : Jimmy Hall
- Bryan Forbes : Marsh
- William Franklyn : Brand
- Vera Day : Sheila
- Charles Lloyd Pack : Dawson
- Tom Chatto : Vincent Broadhead
- John Van Eyssen : Le P.R.O.
- Percy Herbert : Paddy Gorman
- Michael Rippert : Ernie
- John Rae : McLeod
- George Merritt : Le superintendant

### Vidéographie
- zone 2 : La Marque (Quatermass II), Metropolitan « collection Les Trésors de la Hammer », 2005,  (EAN 3-512391-116071).